# Salongevær
Salongevær er den samlede betegnelse for salonrifler og glatløbede salonbøsser. Ved disse våben anvendes randtænding, hvor slagstiften slår til randen af patronen, der har fængmateriale i hele hylsterbunden.
|
Salonbøssen er ikke lovlig i Danmark til jagt.

## Salonriffel
Salonrifler er ikke effektive på mere end 50-100 meter og anvendes primært til jagt på kragefugle, duer og vildkanin. Desuden anvendes salonrifler også til aflivning af fx husmår eller mink, der er gået i fælder.

### Ammunition
Salonriflen er ladet med lette kugler og små krudtladninger. Den er derfor næsten rekylfri og mundingsknaldet er moderat. 